# Ilia Altman
Pour les articles homonymes, voir Altman.
Ilia Alexandrovitch Altman (en russe : Илья́ Алекса́ндрович А́льтман) (né en 1955) est un historien russe, cofondateur avec Alla Gerber, du Centre de recherche et d’éducation Holocauste, vice-président du fonds « Holocauste », professeur à l'université d'État des sciences humaines de Russie. Auteur de plus de 300 publications sur l'histoire du mouvement révolutionnaire, sur l'archivistique et l'historiographie, sur l'histoire de la Grande Guerre patriotique, et sur la Shoah. Ses œuvres ont été éditées en Russie, dans la plupart des pays d'Europe occidentale, dont la France, en Israël et aux États-Unis.

## Biographie
Après avoir terminé ses études à l'Institut d'histoire et d'archivistique de l'État à Moscou, il prépara son doctorat entre 1988 et 1993. En 1983 il présenta une dissertation préparatoire à l'Institut d'histoire de l'Académie des sciences d'URSS. Il a travaillé comme directeur adjoint de l'oblast de Vladimir et aux archives d'État de la fédération de Russie (à l'époque appelées : archives d'État de l'URSS).
En 1991 il fonda avec Michael Gefter le premier centre d'Europe de l'Est d'étude de la « Shoah. »
Il a donné des conférences et participé à des séminaires dans de nombreuses universités, en France, en Allemagne, aux États-Unis.

## Activités
Selon Altman les statistiques démontrent qu'il est faux de prétendre que les Juifs qui combattaient dans l'Armée rouge à l'époque de la Grande Guerre patriotique n'étaient en quête que des honneurs et des décorations, de même que l'opinion suivant laquelle les officiers juifs ne donnaient de décorations qu'aux juifs.
Grâce à Altman et à ses collègues du Centre de recherche et d’éducation Holocauste, l'histoire de la « Shoah » a commencé à être enseignée dans le réseau d'enseignement russe et ce avec l'appui du gouvernement russe. Aussi bien pour les étudiants juifs que des non-juifs Il a également publié des manuels aussi bien pour les enseignants que les pour les élèves sur l'histoire de la Shoah. Il a reçu l'appui notamment du Mémorial de Yad Vashem, de l'Agence juive de l'American Jewish Joint Distribution Committee.

## Ouvrages
- Rem, garçon du ghetto, Paris, 1996.
- Альтман И., Жертвы ненависти. Холокост в СССР, 1941—1945 гг, М., Фонд «Ковчег»,‎ 2002, 543 p. (ISBN 5-89048-110-X)
- Le « Livre noir ». — Jérusalem, 1993.
- 1000, Холокост на территории СССР. Энциклопедия, Российская политическая энциклопедия, Научно-просветительский центр «Холокост»,‎ 2009, 1144 p. (ISBN 978-5-8243-1296-6)